# فوكوواراي

وجه فوكوواراي جاهز للعب، قم بطباعة الصورة وتقطيعها واللعب.

فوكوواراي (باليابانية: 福笑い) وتعني «ضحكة الحظ» هي لعبة يابانية يلعبها الأطفال بشكل عام في فترة أعياد رأس السنة ولكن قد يشترك فيها الكبار أحيانًا. في هذه اللعبة يقوم اللاعب بتركيب أشكال مختلفة لأوجه بترتيب العيون والحواجب والأنف الفم على وجه بدون معالم، وقد يقوم بذلك أحياناً وهو معصب العينين ويرافقها الكثير من الضحك على الوجه الغريب الذي نتج.

## وصلات خارجية
- لعبة فوكوواراي على الإنترنت
- هيلاري كلينتون فوكوواراي على الإنترنت